# Søre Lyklingholmen
Søre Lyklingholmen est une île norvégienne du comté de Hordaland appartenant administrativement à Bømlo.

## Description
Rocheuse et pratiquement désertique à l'exception d'une légère végétation en son centre, elle s'étend sur environ 604 m de longueur pour une largeur approximative de 583 m. 
Elle compte six habitations et un petit port au nord.